# Zanthoxylum heterophyllum
Zanthoxylum heterophyllum är en vinruteväxtart som först beskrevs av Jean-Baptiste de Lamarck, och fick sitt nu gällande namn av James Edward Smith. Zanthoxylum heterophyllum ingår i släktet Zanthoxylum och familjen vinruteväxter. Inga underarter finns listade i Catalogue of Life.